# Львова, Анфиса Петровна
Анфиса Петровна Львова (в девичестве — Балавинская; 1823—1891) — российская писательница.

## Биография
Анфиса Балавинская родилась 24 июня (6 июля) 1823 года в городе Порхов Псковской губернии. Происходя из старой дворянской, состоятельной семьи Балавинских, Львова получила хорошее домашнее образование. 
Вскоре она вышла замуж за В. Н. Кренпцына, а после развода с ним, в 1862 году, вступила во второй брак с директором Строгановского училища в Москве Ф. Ф. Львовым. Отличаясь большой начитанностью, она обладала наблюдательностью и чуткостью к общественным явлениям, т. е. как раз теми качествами, которые необходимы даже самому заурядному писателю.
Первый печатный труд писательницы — драма «Честность» появился в 1856 году и имел большой успех, отчасти благодаря тому, что в нём изображена наделавшая в свое время много шума история Политковского. Два года спустя, появилась интересная комедия её: «Богатая Невеста». Эти два драматических труда Львовой шли на петербургских и московских сценах и положили, основание её литературной деятельности. 
Из последующих её трудов известны: «Годичная выставка в Академии Художеств в 1863 году» («Семейные вечера», 1864 г., старший возраст); «Террариум и Аквариум» («Семейные вечера»); «Пьесы для детского театра» (СПб. 1876 г.); «Рассказы для детей» (М. 1886 г.), «Ненастье», роман в четырех частях («Русская речь», 1879 г., кн. 1—5); «Старый дом», роман (Русская речь», 1879 г., кн. 10—12); «Княгиня Маруся», повесть (Русская речь», 1880 г., кн. 3 и 4); «Разорение», роман (Русская речь», 1880 г., кн. 10—12) и «Сумерки», повесть (Русская речь», 1881, кн. 5, 6, 8).
По словам А. Е. Ельницкого: «В своих трудах Львова затрагивает интересный момент русской жизни, когда молодая обновлённая Россия, сбросив с себя крепостное право, вступила на новый путь, и надо отдать ей справедливость, — затрагивает этот момент умело и с замечательным искусством».
16 января 1887 года Анфиса Петровна за свои труды была избрана в действительные члены Общества любителей российской словесности. 
Анфиса Петровна Львова скончалась 10 (22) ноября 1891 года в Москве, на 69 году жизни, и была похоронена в родном городе.